# Dentes
Dentes a fost o formație românească de muzică rock (psihedelic), înființată la Târgu Mureș în 1969 și activă până în 1976. Grupul cuprindea în majoritate studenți ai Facultății de Stomatologie; conducerea muzicală îi aparținea lui Sergiu Cipariu (chitară bas).
Discografia formației cuprinde un singur EP eponim, conținând patru piese, apărut în 1972 la casa de discuri Electrecord. Creațiile Dentes au fost puternic influențate de modelul formației bucureștene Mondial, atât ca sonoritate, cât și prin alegerea de a folosi texte ale poeților „clasici” români. Șlagărul formației a fost piesa „Iarna pe uliță”, pe versuri de George Coșbuc.
Formația a participat la al doilea Festival „Club A”, în 1971.

## Componență
Mai jos sunt redate numele muzicienilor prezenți pe discul din 1972:
- Ionel Sabău – chitară, voce
- Marian Costache – orgă electronică, voce

## Discografie
- Dentes (1972, Electrecord EDC 10.291) – 17,5 cm diametru, 45 RPM

1. Iarna pe uliță (Marian Costache/George Coșbuc) – 3:04
2. Rapsodie de toamnă (Marian Costache/George Topîrceanu) – 2:25
3. Cîntec de leagăn (Ionel Sabău/Ion Minulescu) – 2:34
4. Ce te legeni, codrule? (Ionel Sabău/Mihai Eminescu) – 2:33